# Cree Summer
Cree Summer Francks (Los Angeles, 7 de julho de 1969) é uma atriz e dubladora estadunidense. Tornou-se conhecida internacionalmente por interpretar Winifred "Freddie" Brooks em A Different World; além de outros trabalhos em dublagem, como Tiny Toon Adventures, X-Men Legends, The Mask, Ben 10: Omniverse, My Gym Partner's a Monkey, The Tom and Jerry Show e The High Fructose Adventures of Annoying Orange.